# 古館清吾
古館 清吾（ふるだて せいご、1928年（昭和3年）5月5日 - 2019年（令和元年）11月16日）は、日本の元裁判官・弁護士。元宇都宮家庭裁判所所長。北海道立倶知安中学校卒業。北海道大学法学部卒業。同大学院法学研究科修士課程修了。北海道蘭越町出身。第一東京弁護士会所属。
1958年司法修習修了。1958年山形地方裁判所判事補、その後、仙台法務局や法務省訴訟局訴訟検事、広島法務局訴訟部長などを経て、1971年法務省民事局参事官。1976年東京高等裁判所判事。1977年（昭和52年）東京地方裁判所部総括判事。1983年（昭和58年）横浜地方裁判所部総括判事。1987年（昭和62年）宇都宮家庭裁判所所長。1989年（平成元年）停年退官後、公証人。関東学院大学法学部兼任講師。1998年公証人退任。関東学院大学退職。弁護士を開業。
この他、法務省司法書士試験委員も務めた。

## 受賞歴
- 勲二等瑞宝章（1998年）
- 正四位（2019年）

## 著書・主な論文
- 『大気汚染防止法および水質汚濁防止法の一部を改正する法律と民事責任』（旬刊商事法務 2-7号, 1972年）
- 『労働訴訟(新・実務民事訴訟講座11巻)』（日本評論社, 1982年）
- 『近代土地所有権の形成と帰属』（テイハン, 2013年）

## 注
1. ↑  『北海道人物・人材リスト　2004　なーわ』（日外アソシエーツ編集・発行、2003年）
ｐ1695
2. ↑  “北海道倶知安高等学校　白樺会 | Facebook”. 2021年11月21日閲覧。
3. ↑  以上につき、『旧制倶知安中学校時代の回想　太平洋戦争下の中学生活』2001.3、ｐ83以下、ｐ157
4. ↑  『全裁判官経歴総覧　第5版』公人社、2010.12、p80以下

| スタブアイコン | サブスタブ | この項目は、まだ閲覧者の調べものの参照としては役立たない、人物に関連した書きかけの項目です。この項目を加筆・訂正などしてくださる協力者を求めています（P:人物伝/PJ:人物伝）。 |